# Undisputed Attitude
Undisputed Attitude es un álbum de versiones de canciones punk y una canción original de la banda de thrash metal estadounidense Slayer. El guitarrista Jeff Hanneman usó dos de las cuatro canciones punk que había compuesto entre 1984 y 1985 para un proyecto paralelo llamado Pap Smear, mientras que Kerry King y el vocalista Tom Araya compusieron una canción original llamada "Gemini". Lanzado el 28 de mayo de 1996 a través de American Recordings, Undisputed Attitude llegó al puesto número 34 de la lista Billboard 200.

## Grabación
Undisputed Attitude se grabó en los Capital Studios de Los Ángeles, California con el productor Dave Sardy, mientras que el productor de Reign in Blood, Rick Rubin, ejerció de productor ejecutivo. Se completó la grabación en menos de cuatro semanas y la razón tras la creación del álbum fue por el interés de Kerry King, que dijo que las canciones eran de bandas "que habían hecho a Slayer lo que es", y para mantener a Slayer en el ojo público. Inicialmente el álbum iba a contener versiones de bandas de heavy metal que habían influido a Slayer, como Judas Priest, Iron Maiden, UFO y Deep Purple. Sin embargo, después de varios ensayos King pensó que "las cosas no salían" con versiones de heavy metal, así que la banda decidió hacer covers de canciones punk.
Slayer consideró versionar a la banda de rock psicodélico de los años 1960 The Doors por haber sido una influencia para el vocalista y bajista Tom Araya. Cuando se le preguntó que tema iban a versionar, Araya respondió, "Quizá 'When the Music's Over', 'Five to One', algo así". Rubin sugirió una versión de la canción de Black Flag "Rise Above", aunque se desechó la idea después de que la banda no supiese cómo hacer los arreglos musicales para el tema.

## Lista de canciones
| N.º | Título                                                            | Escritor(es)                                                 | Artista original | Duración |  |
| 1.  | «Disintegration" "Free Money»                                     | Eric Mastrokalos, Brett Dodwell                              | Verbal Abuse     | 1:41     |  |
| 2.  | «Verbal Abuse" "Leeches»                                          | Mastrokalos, Dodwell                                         | Verbal Abuse     | 1:58     |  |
| 3.  | «Abolish Government" "Superficial Love»                           | Todd Barnes, Ron Emory, Jack Grisham, Mike Roche             | T.S.O.L.         | 1:48     |  |
| 4.  | «Can't Stand You»                                                 | Jeff Hanneman                                                | Pap Smear        | 1:27     |  |
| 5.  | «Ddamm»                                                           | Hanneman                                                     | Pap Smear        | 1:01     |  |
| 6.  | «Guilty of Being White»                                           | Brian Baker, Jeff Nelson, Ian MacKaye, Lyle Preslar          | Minor Threat     | 1:07     |  |
| 7.  | «I Hate You»                                                      | Mastrokalos, Dodwell                                         | Verbal Abuse     | 2:16     |  |
| 8.  | «Filler" "I Don't Want to Hear It»                                | Baker, Nelson, MacKaye, Preslar                              | Minor Threat     | 2:28     |  |
| 9.  | «Spiritual Law»                                                   | Casey Royer, Rikk Agnew, John Calabro                        | D.I.             | 3:00     |  |
| 10. | «Mr. Freeze»                                                      | Kyle Toucher                                                 | Dr. Know         | 2:24     |  |
| 11. | «Violent Pacification»                                            | Spike Cassidy, Kurt Brecht                                   | D.R.I.           | 2:38     |  |
| 12. | «Richard Hung Himself»                                            | Royer, Fred Traccone                                         | D.I.             | 3:22     |  |
| 13. | «I'm Gonna Be Your God» (parody tribute of "I Wanna Be Your Dog") | James Osterberg, Ron Asheton, Scott Asheton, David Alexander | The Stooges      | 2:58     |  |
| 14. | «Gemini»                                                          | Kerry King, Tom Araya                                        | Slayer           | 4:53     |  |

### Edición europea
Pistas 1-9 permanecen igual.

| N.º | Título                                                            | Escritor(es)                                   | Original artist | Duración |  |
| 10. | «Sick Boy»                                                        | Colin "Jock" Blyth, Colin Abrahall, Ross Lomas | G.B.H.          | 2:14     |  |
| 11. | «Mr. Freeze»                                                      | Toucher                                        | Dr. Know        | 2:24     |  |
| 12. | «Violent Pacification»                                            | Cassidy, Brecht                                | D.R.I.          | 2:38     |  |
| 13. | «Richard Hung Himself»                                            | Royer, Fred Traccone                           | D.I.            | 3:22     |  |
| 14. | «I'm Gonna Be Your God» (parody tribute of "I Wanna Be Your Dog") | Osterberg, Asheton, Asheton, Alexander         | The Stooges     | 2:58     |  |
| 15. | «Gemini»                                                          | King, Araya                                    | Slayer          | 4:53     |  |

### Edición japonesa
Pistas 1-9 permanecen igual.

| N.º | Título                                                            | Escritor(es)                           | Original artist     | Duración |  |
| 10. | «Sick Boy»                                                        | Blyth, Abrahall, Lomas                 | G.B.H.              | 2:14     |  |
| 11. | «Mr. Freeze»                                                      | Toucher                                | Dr. Know            | 2:24     |  |
| 12. | «Violent Pacification»                                            | Cassidy, Brecht                        | D.R.I.              | 2:38     |  |
| 13. | «Memories of Tomorrow»                                            | Mike Muir, Louiche Mayorga             | Suicidal Tendencies | 0:54     |  |
| 14. | «Richard Hung Himself»                                            | Royer, Fred Traccone                   | D.I.                | 3:22     |  |
| 15. | «I'm Gonna Be Your God» (parody tribute of "I Wanna Be Your Dog") | Osterberg, Asheton, Asheton, Alexander | The Stooges         | 2:58     |  |
| 16. | «Gemini»                                                          | King, Araya                            | Slayer              | 4:53     |  |

## Personal
| Banda - Tom Araya - voz, bajo - Jeff Hanneman - guitarra - Kerry King - guitarra - Paul Bostaph - batería | Producción - Wes Benscoter - ilustraciones y labor artística - Ralph Cacciurri - ingeniero asistente - Bryan Davis - ingeniero asistente - Jim Giddenes - ingeniero asistente - Greg Gordon - ingeniero - Dennis Keeley - fotografía - Michael Lavine - fotografía - Stephen Marcussen - masterización - Rick Rubin - productor ejecutivo - Dave Sardy - productor y mezclador - Slayer - productor - Bill Smith - ingeniero asistente - Dirk Walter - dirección artística |